# Pipe Dreams
Pour plus de détails, voir Fiche technique et Distribution.
Pipe Dreams est un film américain réalisé par Stephen Verona, sorti en 1976.

## Fiche technique
- Titre original : Pipe Dreams
- Réalisation : Stephen Verona
- Scénario : Stephen Verona
- Costumes : Glenda Ganis
- Photographie : Stevan Larner
- Montage : Robert Estrin
- Musique : Dominic Frontiere
- Production : Jack Cummings, Barry Hankerson, Stephen Verona
- Société(s) de production :
- Société(s) de distribution : AVCO Embassy Pictures (tous support)
- Pays de production : États-Unis
- Année : 1976
- Langue originale : anglais
- Format : couleur – 35 mm – mono
- Genre : drame
- Durée : 89 minutes
- Date de sortie : 
  - États-Unis : novembre 1976

## Distribution
- Sherry Bain : Loretta
- Kelly Britt : Dirty Diane
- David Byrd : Easy Money
- Robert Corso : Mini-Guinea
- Altovise Davis : Lydia
- Bruce French : The Duke
- Redmond Gleeson : Hollow Legs
- Barry Hankerson : Rob Wilson
- Sylvia Hayes : Sally
- Isabelle Horn : Burly Woman
- Arnold Johnson : Johnny Monday
- Bruce Kimball : Dave Anderson
- Sally Kirkland : Two Street Betty
- Gladys Knight : Maria Wilson

## Distinctions

### Nominations
- Golden Globes 1977 :
  - Golden Globe de la révélation féminine de l'année pour Gladys Knight
  - Meilleure chanson originale pour Michael Masser et Gerry Goffin